# مكتبة سبوكان العامة - فرع الصحة
مكتبة سبوكان العامة - فرع الصحة، هي بناية تاريخية في سبوكان، واشنطن. وقد تم تصميمها من قبل المهندس المعماري يوليوس زيتل وبُنيت في عام 1914 بمبلغ 35000 دولار من أندرو كارنيجي. تم إدراجها في السجل الوطني للأماكن التاريخية منذ 3 أغسطس 1982.